# Eni
Eni (Italiaans: Ente nazionale idrocarburi) is een Italiaanse naamloze vennootschap die door de overheid in 1953 werd opgericht. Het bedrijf werd in 1998 geprivatiseerd. Eni is actief in de petroleumsector, de gasproductie, elektriciteitsproductie en de petrochemische industrie. De Italiaanse staat heeft een minderheidsbelang van circa 30% in het bedrijf, dat in zeventig landen gevestigd is en circa 30.000 werknemers heeft.

## Activiteiten
Eni heeft de activiteiten in vijf divisies opgedeeld, namelijk:
- het zoeken naar en de productie van koolwaterstoffen
- raffinage en verkoop van aardolieproducten
- productie van petrochemische producten
- levering van aardgas en elektriciteitsproductie
- ontwerp en bouw van faciliteiten voor de olie industrie (middels minderheidsdeelnemingen)

In 2020 produceerde Eni 1,733 miljoen vaten olie en aardgas per dag. Hiervan was bijna 1 miljoen vaten afkomstig uit Noord- en West-Afrika. De productie in Italië was bescheiden met zo'n 107.000 vaten olie-equivalent per dag. Andere belangrijke landen waar Eni actief is, zijn Libië, Egypte, Angola, Nigeria, Noorwegen en Kazachstan. Libië had in 2020 een aandeel van zo'n 10% in de totale productie van olie en gas. De olie- en gasreserves zijn voldoende om dit productieniveau nog 10 jaar lang te continueren. Het is traditioneel de meest winstgevende divisie van het oliebedrijf.
De raffinaderijen van Eni hebben een capaciteit van 24 miljoen ton olie per jaar. Veruit de meeste capaciteit staat in Italië en een klein deel in Duitsland waar Eni minderheidsbelangen heeft in twee raffinaderijen. Eni heeft onder meer raffinaderijen in Sannazzaro, Tarente en Livorno. De raffinaderij in Gela werd in maart 2015 gesloten. Na een forse verbouwing is het heropend als bioraffinaderij in augustus 2019. Een deel van de geraffineerde olie wordt via 5369, waarvan 4134 in Italië, eigen tankstations verkocht. Het marktaandeel van Eni in de thuismarkt was 23% in 2020.
Het concern telt drie belangrijke deelnemingen:
- Enipower, 100% (elektriciteitsproductie)
- Snamprogetti, 100% (ontwikkeling technieken voor de petroleum- en chemische sector)
- Saipem, 30% (diensten voor de aardolie-industrie).

In Snam, de beheerder van de infrastructuur voor het gastransport in Italië, had Eni lange tijd een meerderheidsbelang. In 2013 heeft Eni, onder druk van de Italiaanse overheid, 30% van de aandelen in Snam verkocht aan het overheidsbedrijf Cassa Depositi e Prestiti. Later dat jaar verkocht Eni nogmaals een belang van 11,7% waardoor het belang in Snam is gedaald tot 8,54%.
Op de ranglijst van 's werelds grootste aardoliebedrijven naar omzet staat Eni op de negende plaats: het wordt voorgegaan door Exxon Mobil, Royal Dutch Shell, BP Amoco, Chevron, ConocoPhillips, Total, Sinopec en China National Petroleum.
Het bedrijf is genoteerd aan de Borsa Italiana en maakt onderdeel uit van de aandelenindex FTSE MIB. 

### Resultaten
De scherpe daling van het aantal werknemers in 2015 is vooral veroorzaakt door de verkoop van aandelenbelangen in dochterbedrijven, waaronder die van Saipem, waardoor de noodzaak tot consolidatie verdween.
| Jaar | Omzet        | Bedrijfs- resultaat | Netto- resultaat | Olie- en gasproductie (×1000 BOE vaten/dag) | Werknemers (jaareinde) | Uitstoot CO2-eq (Scope 1, ×miljoen ton) |
| Jaar | (×€ miljoen) | (×€ miljoen)        | (×€ miljoen)     | Olie- en gasproductie (×1000 BOE vaten/dag) | Werknemers (jaareinde) | Uitstoot CO2-eq (Scope 1, ×miljoen ton) |
| ---- | ------------ | ------------------- | ---------------- | ------------------------------------------- | ---------------------- | --------------------------------------- |
| 2005 | 73.692       | 16.664              | 8788             | 1737                                        | 71.773                 |                                         |
| 2010 | 98.523       | 16.111              | 6318             | 1815                                        | 73.768                 |                                         |
| 2011 | 109.589      | 17.435              | 6860             | 1581                                        | 72.405                 |                                         |
| 2012 | 128.481      | 16.099              | 7790             | 1701                                        | 79.405                 |                                         |
| 2013 | 114.697      | 8888                | 5160             | 1619                                        | 83.887                 |                                         |
| 2014 | 109.847      | 7917                | 1291             | 1598                                        | 84.405                 | 42,9                                    |
| 2015 | 67.740       | –2781               | –8783            | 1760                                        | 29.053                 | 43,3                                    |
| 2016 | 55.762       | 2157                | –1464            | 1759                                        | 33.536                 | 42,2                                    |
| 2017 | 66.921       | 8022                | 3427             | 1816                                        | 32.934                 | 43,2                                    |
| 2018 | 75.822       | 9983                | 4126             | 1851                                        | 31.701                 | 43,4                                    |
| 2019 | 69.881       | 6432                | 148              | 1871                                        | 32.053                 | 41,2                                    |
| 2020 | 43.987       | –3275               | –8635            | 1733                                        | 31.495                 | 37,8                                    |
| 2021 | 76.575       | 12.341              | 5821             | 1682                                        | 32.689                 | 40,1                                    |
| 2022 | 132.512      | 17.510              | 13.887           | 1610                                        | 32.118                 | 39,4                                    |
| 2023 | 93.717       | 8257                | 4771             | 1655                                        | 33.142                 | 38,7                                    |

## Geschiedenis
Op 3 april 1926 werd in Italië AGIP, Azienda Generale Italiana Petroli ofwel vrij vertaald de Algemene Italiaanse Oliemaatschappij, opgericht. Deze maatschappij kreeg als kerntaken het zoeken naar en het in productie nemen van olie- en gasvoorkomens in het land. Alle aandelen van AGIP waren in handen van de overheid of daaraan nauw verbonden instellingen. Italië kent weinig grondstoffen en de resultaten van AGIP waren teleurstellend. Wegens het gebrek aan succes besloot de regering na de Tweede Wereldoorlog het bedrijf te sluiten en Enrico Mattei werd hiervoor aangesteld. In 1944 had AGIP een aardgasveld ontdekt, maar nog niet in productie genomen. Enrico Mattei zag het potentieel van het veld in en overtuigde de regering AGIP te laten bestaan.

### Gas in Italië
In januari 1949 boorde AGIP met de Cortemaggiore 2 boring een groot gasveld aan. Snam, een dochteronderneming van AGIP, legde een netwerk van pijpleidingen aan om het aardgas naar de klanten te transporteren. De vraag naar gas was echter onvoldoende en Mattei besloot Società Termoelettrica Italiana op te richten. De elektriciteitscentrale in Tavazzano was de eerste in Italië die gas als brandstof gebruikte. De combinatie van de gasvondsten en de daadkracht van Mattei leidde uiteindelijk tot een succesvolle onderneming. Op 10 februari 1953 werd Eni opgericht; alle activiteiten van AGIP gingen hierin op. Eni kreeg van de regering het exclusieve recht om naar olie en gas te boren in de Povlakte en een pijpleidingnetwerk aan te leggen.

### Nauwe relatie Sovjet-Unie
Als betrekkelijke nieuwkomer op internationale oliemarkten werd Eni de toegang tot de oliebronnen in het Midden-Oosten ontzegd. Na de Tweede Wereldoorlog waren met name zeven grote Amerikaanse en Engelse oliemaatschappijen heer en meester in die regio en Mattei introduceerde het begrip de zeven zusters. Mattei ging op zoek naar alternatieven en vond de Sovjet-Unie bereid olie onder de wereldmarktprijs te leveren. Italië was tussen beide wereldoorlogen al een belangrijke energieklant van de Sovjet-Unie en deze handelsrelatie werd in 1947 hersteld. De hoeveelheden waren nog beperkt maar namen sterk toe na de Suezcrisis in 1956. In 1957 importeerde Italië 1 miljoen ton en in 1959 was de invoer van olie en olieproducten al verdrievoudigd. Italië werd daarmee de grootste afnemer van Sovjetolie, zelfs groter dan andere Europese communistische landen. Deze leidende positie heeft Italië tot 1970 vastgehouden. In 1960 en 1963 onderhandelde Mattei persoonlijk met de Sovjet-Unie. Tijdens de piek in 1962 en 1963 importeerde Eni bijna 40% van de energiebehoefte uit de Sovjet-Unie. Na de Tweede Wereldoorlog nam de economie van Italië een grote vlucht. Het industriële noorden was relatief ongeschonden de oorlog uitgekomen, het Amerikaanse geld dat werd verstrekt onder het Marshallplan, de gasvondsten in de Povlakte en goedkope olie-importen hebben hieraan bijgedragen.

### Nieuwe contracten met olielanden
Na de Tweede Wereldoorlog waren de grote internationale oliemaatschappijen en de regeringen van belangrijke olie-exporterende landen overeengekomen de inkomsten uit de olieproductie gelijk te verdelen. Mattei wilde genoegen nemen met een lager winstaandeel mits hij toegang kreeg tot deze olierijke gebieden. Met Iran sloot hij een eerste overeenkomst waar het winstaandeel van Eni was beperkt tot 25%. Deze afspraken hebben geholpen de internationale activiteiten van Eni sterk uit te breiden. In 1960 rapporteerde het bedrijf een winst van US$ 7,4 miljoen op een omzet van US$ 577 miljoen. Eni was een van de belangrijkste ondernemingen van Italië, Mattei werd gewaardeerd omdat hij de strijd met de grote internationale oliemaatschappijen was aangegaan en goedkope olie uit de Sovjet-Unie importeerde. Eni had de positie van een State within a State, een Staat binnen een Staat, aldus de Italianen. Mattei overleed op 27 oktober 1962 in een vliegtuigongeval.

### Overnames en vondsten
In april 2007 kocht Eni, in samenwerking met Enel, in een veiling diverse activiteiten en belangen van Yukos. Er werden belangen gekocht in acht olie- en gasvelden in Siberië. Verder kochten ze het 20% aandelenbelang van Yukos in Gazprom neft waarvoor ze US$ 2,7 miljard betaalden. Gazprom kreeg een optie om 51% van de aandelen in deze velden en het aandelenpakket te kopen binnen twee jaar. Twee jaar later nam Gazprom het aandelenbelang in Gazprom neft voor US$ 4,2 miljard over van Eni. Gazprom heeft later ook de belangen in de velden overgenomen. Eni kon het geld goed gebruiken vanwege de hoge schulden als gevolg van vele investeringen.
In 2007 kocht Eni voor US$ 4,8 miljard de olie- en gaswinningsactiviteiten van Dominion Exploration & Production in de Golf van Mexico. Met de overname steeg de productie van Eni In de Golf van Mexico van 36.000 naar meer dan 110.000 vaten olie-equivalent. De belangrijkste velden die werden overgenomen zijn Devils Tower, Triton en Goldfinger. Eni was al sinds 1966 actief in de Verenigde Staten met exploratie-en ontwikkelingsactiviteiten.
In mei 2009 werd Eni de enige eigenaar van het Belgische Distrigas. Op 14 januari 2012 nam Eni ook de Belgische vestiging van Nuon over, deze was sinds enkele jaren in handen van het Zweedse Vattenfall. Nuon en Distrigas gingen vanaf 1 november 2012 op in Eni Gas & Power nv/sa. Op 10 juli 2017 werd de Belgische tak van Eni overgenomen door Eneco.
In 2012 maakte Eni de vondst van een groot gasveld bekend zo'n 50 kilometer voor de kust van het Afrikaanse Mozambique. Na diverse proefboringen in het gasveld Mamba verwacht Eni dat er zo'n 2000 miljard m³ gas aanwezig is. Het gasveld ligt in circa twee kilometer diep water; de diepte van het veld bedraagt ruim 4,5 kilometer. Eni bezit via dochterbedrijf Eni East Africa, een belang van 70% van Mamba; de rest is in handen van maatschappijen uit Portugal, Zuid-Korea en Mozambique. In juli 2014 verkocht Eni een belang van 28,6% van deze dochter aan China's CNPC, de moedermaatschappij van PetroChina, voor US$ 4,2 miljard. Na deze transactie is het belang van Eni in het gasveld gedaald naar 50%, heeft CNPC 20% van de aandelen en de andere drie partners elk 10%.
In augustus 2015 meldde Eni dat het een enorm gasveld heeft ontdekt voor de kust van Egypte. Het is volgens Eni het grootste veld dat ooit in de Middellandse Zee is aangetroffen. Het gasveld Zohr bevat naar schatting 850 miljard m³ gas. Het ligt 190 kilometer uit de Egyptische kust op een diepte van zo'n 1450 meter onder de zeespiegel. In december 2017 kwam het veld in productie.
In maart 2016 nam Eni het olieveld Goliat in productie. Het is het noordelijkste olieoffshoreproject ter wereld. De FPSO Goliat ligt op 71 graden noorderbreedte op ruim 80 kilometer ten noordwesten van Hammerfest in de Barentszzee. Het project kwam drie jaar later dan gepland in productie.

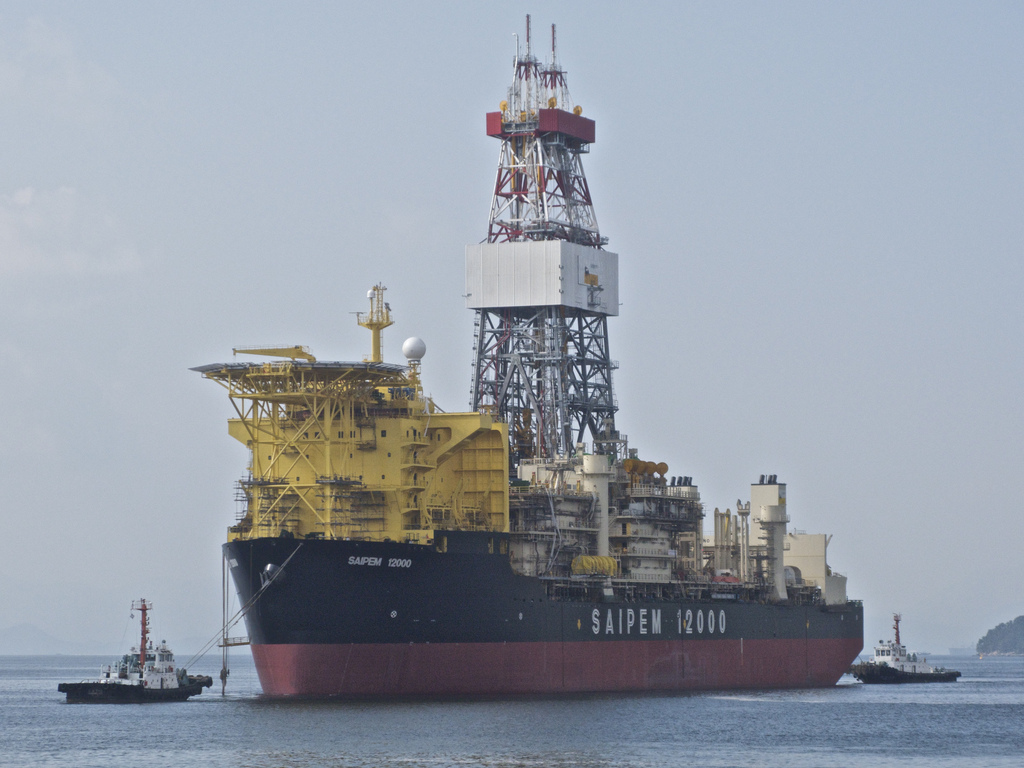
Saipem 12000 boorschip

In februari 2018 maakte Eni een nieuwe gasvondst bekend voor de kust van Cyprus. Het nieuwe veld lijkt veel op het eerder ontdekte gasveld Zohr, dat op 80 kilometer afstand ligt. Partner in het veld is het Franse Total SA en beide hebben een belang van 50%. Het gas werd aangetoond in blok 6 dat grenst aan het Turkse deel van het eiland. Korte tijd later werd het boorschip Saipem 12000 voor een derde proefboring in het gebied door de Turkse marine tegengehouden. De marine gaf als excuus een oefening in de buurt, maar Turkije, dat geen diplomatieke relaties heeft met het Grieks-Cypriotische deel, claimt ook zeggenschap over de Exclusieve economische zone (EEZ) en lijkt hiermee een aandeel in de ontwikkeling van het gasveld te willen afdwingen.
In januari 2024 werd Neptune Energy overgenomen voor US$ 4,9 miljard. Neptune Energy was actief in Indonesië, Australië en Noord-Afrika en de Noordzee, waaronder het Nederlandse deel. In 2023 produceerde Neptune Energy ongeveer 140.000 boe per dag, waarvan het grootste deel aardgas. De activiteiten in Noorwegen gingen over naar Vår Energi, een dochteronderneming van Eni.